# Theerayut Duangpimy
Theerayut Duangpimy (thailändisch ธีรยุทธ ดวงพิมาย, * 20. November 1982 in Buriram) ist ein thailändischer Fußballspieler.

## Karriere
Theerayut Duangpimy stand bis Ende 2006 beim TOT SC unter Vertrag. Der Verein aus der thailändischen Hauptstadt Bangkok spielte in der Thailand Provincial League. 2007 wechselte er zu Customs United. Mit Klub spielte er in der zweiten Liga des Landes, der Thai Premier League Division 1. Am Ende der Saison wurde er mit den Customs Meister und stieg somit in die erste Liga auf. Das Gastspiel in der ersten Liga dauerte nur ein Jahr. Ende 2008 stieg man wieder in die zweite Liga ab. 2011 verließ er den Klub und wechselte zum Erstligisten Pattaya United FC. Für Pattaya absolvierte er mindestens zehn Erstligaspiele. Ende 2013 musste er mit Pattaya in die zweite Liga absteigen. Nach dem Abstieg wurde sein Vertrag nicht verlängert. Wo der seit 2004 spielte, ist unbekannt.

## Erfolge
Customs United
- Thai Premier League Division 1: 2007